# Breakfast roll
Breakfast roll (inglés para panecillo de desayuno) es considerado una versión pre-elaborada y barata de un tradicional fry-up. Consiste en una especie de pequeño bocadillo elaborado con un panecillo de pan francés al que se le puede añadir cualquier ingrediente, como puede ser: salchichas, beicon, black pudding, etc. Es una preparación muy popular en Irlanda (donde es frecuente encontrarlos en los supermercados y en los puestos de las gasolineras) así como en el Reino Unido. Es un alimento popular en los fines de semana, como una de las curas de las resacas. [cita requerida].

## Características
La infinidad de variantes dependerá de los contenidos que se desee incluir en el pequeño pan francés que es posee el breakfast roll. En algunos casos puede incluirse fiambre de diversas características, hash brown, huevos fritos, salchichas diversas, etc. Son en cierta forma similares a los panini italianos.